# Begonia egregia
Begonia egregia là một loài thực vật có hoa trong họ Thu hải đường. Loài này được N.E.Br. mô tả khoa học đầu tiên năm 1887.